# 沖縄ヘラルド
沖縄ヘラルド（おきなわヘラルド、英語:The Okinawa Herald）は、アメリカ統治時代の沖縄に存在した地方新聞である。1949年12月12日に創刊した。その後、部数低迷のため「沖縄新聞」、「沖縄朝日新聞」と改題し、再度「沖縄新聞」となったが、読者が離れて1957年12月に廃刊となった。

## 歴史
1949年に、日本本土から沖縄に戻った西銘順治は貿易庁に勤務していたが、そこで知り合った玉城勝信、比嘉憲蔵と意気投合し、職を辞して新聞発行を目指すことになった。知人を頼りに資本金6万B円を集めた。西銘によると、6万B円で台湾から密輸された印刷機を買うために、八重山諸島に向かったが徒労に終わったとのことであった。
1949年12月12日に隔日発行の新聞として、タブロイド版で発刊された。1950年7月から日刊となった。社長は西銘が、専務に玉城、編集局長に比嘉がそれぞれ就任した。西銘を始め、玉城、比嘉や編集スタッフもほとんどが20代であった。そのため、創刊当初は理想主義からくる現状批判で紙面を構成され、他紙とは一線を画し注目を浴びた。「社論というより西銘社長の個人的論説とみたほうが良い」という指摘がある。
しかし、1950年11月に社長の西銘が沖縄群島政府工務局の副部長として政府に入ると、後任に具志頭得助が就任した。専務の玉城に言わせると「180度編集方針が変わった」という状況で、「共産主義と戦う」という社説を掲げるようになった。新聞名も1951年2月1日付から「沖縄新聞」と改名した。
1951年9月に西銘が社長に復帰し、新聞名を9月17日付から「沖縄朝日新聞」と改題した。西銘の回顧によれば、「沖縄朝日新聞」とした理由は「東京の朝日新聞のように、中道左よりを目指した」としている。しかし1954年に西銘が立法院に当選するとまたも社長を辞任し、再び具志頭が社長の座についた。具志頭は、新聞名を再び「沖縄新聞」に改め、編集方針も再び親米的に転換した。
度重なる編集方針の変更は読者の不信を招いて経営不振に陥り、1957年12月に廃刊となった。